# Protection (album)
Pour les articles homonymes, voir Protection.
Cet article concerne l'album. Pour la chanson, voir Protection (chanson).
Albums de Massive Attack
Blue Lines
(1991) No Protection
(1995)
Protection est le deuxième album du groupe anglais Massive Attack, sorti en 1994.
L'album est cité dans l'ouvrage de référence de Robert Dimery « 1001 albums qu'il faut avoir écoutés dans sa vie ».

## Pistes
| 1.    | Protection           | Vowles/Del Naja/Marshall/Thorn                                         | 7:51 |
| 2.    | Karmacoma            | Vowles/Del Naja/Marshall/Thaws/Norfolk/Locke                           | 5:16 |
| 3.    | Three                | Vowles/Del Naja/Marshall/Hooper/Suwoton                                | 3:49 |
| 4.    | Weather Storm        | Vowles/Del Naja/Marshall/Hooper/Armstrong/Harmon/Napoleon/LLoyd/Murray | 4:59 |
| 5.    | Spying Glass         | Vowles/Del Naja/Marshall/Hooper/Andy                                   | 5:20 |
| 6.    | Better Things        | Vowles/Del Naja/Marshall/Thorn/Brown                                   | 4:13 |
| 7.    | Eurochild            | Vowles/Del Naja/Marshall/Thaws/Norfolk/Locke                           | 5:11 |
| 8.    | Sly (en)             | Vowles/Del Naja/Marshall/Hooper/Norfolk/Goldman                        | 5:24 |
| 9.    | Heat Miser           | Vowles/Del Naja/Marshall/Hooper/De vries                               | 3:39 |
| 10.   | Light My Fire (live) | The doors                                                              | 3:15 |
| 48:57 |                      |                                                                        |      |

## Personnel
- Massive Attack : production, mixage, programmation, artwork ;
- Nellee Hooper : production, mixage ;
- Marius De Vries, Andy Wright, The Insects, Nick Warren : programmation ;
- Robert 3d Del Naja, Grant Daddy G Marshall, Adrian Tricky Thaws, Tracey Thorn, Horace Andy, Nicolette Suwoton : chant ;
- Andrew Mushroom Vowles, Craig Armstrong : piano ;
- Chester Kamen : guitare ;
- Rob Merril : percussions ;
- Mark Spike Stent : ingénieur du son ;
- Jim Abiss : ingénieur du son ;
- Jeremy Jim Bob Wheatley : ingénieur additionnel ;
- Al Stone : ingénieur additionnel ;
- Mike Marsh : mastering ;
- Michael-Nash Assoc. : artwork ;
- Matthew Donaldson, Jean-Baptiste Mondino, Eddie Monsoon: photographie.